# Irene Ricciardi Capecelatro
Irene Ricciardi Capecelatro (Napoli, 14 novembre 1802 – Napoli, 30 settembre 1870) è stata una poetessa e librettista italiana.

## Biografia
Figlia di Francesco Ricciardi, conte di Camaldoli, e di Luisa Granito, sin da giovane si cimentò nel produrre liriche e strenne. Allieva di Basilio Puoti, nel 1837 pubblicò alcune poesie nella raccolta Prose e poesie inedite o rare di italiani viventi. Nel 1843 venne pubblicata una raccolta di poesie intitolata Gemme in cui figurano alcune delle sue poesie, tra cui la canzone Sorrentina, La Zingana e la serenata spagnola Imelda. Nel 1848 pubblicò la Mandola, una raccolta di quattordici canzonette che precedette una seconda collezione ben più ampia. Sposò il compositore Vincenzo Capecelatro, il quale pubblicò diverse canzoni di sua moglie negli album Echo de Sorrente (1840), Les murmures de l'Orèthe, Quisisana  e Les Veillèes de Baden (1851). Ricciardi Capecelatro fu inoltre autrice di novelle in versi, tra le quali ricordiamo Lucia, Il Segreto e Il Romito. In prosa scrisse il romanzo Aroldo (1845), pubblicato nella rivista Omnibus.
Considerata una delle migliori poetesse italiane del suo tempo assieme a Maria Giuseppa Guacci, vide alcuni dei suoi componimenti pubblicati nell'opera Novissima verba di suo fratello Giuseppe. Come librettista, fu autrice de La Soffitta degli Artisti, rappresentata nel 1837 all'Accademia Filarmonica di Napoli, di Sara o La pazza delle montagne di Scozia (1843) e di Gastone di Chanley.
Non riuscì a completare la sua ultima raccolta di canti sacri, alla quale si dedicò fino a pochi giorni prima della sua morte, avvenuta nel 1870.